# 道奇花葉蘚
道奇花葉蘚（学名：Calymperes graeffeanum）为花葉蘚科花葉蘚屬下的一个种。

## 扩展阅读
- 維基物種上的相關：道奇花葉蘚